# Tessaradiplosis entomophila
Tessaradiplosis entomophila är en tvåvingeart som först beskrevs av Jean Pierre Omer Anne Édouard Perris 1855.  Tessaradiplosis entomophila ingår i släktet Tessaradiplosis och familjen gallmyggor.
Artens utbredningsområde är Frankrike. Inga underarter finns listade i Catalogue of Life.